# Pyropteron (Synansphecia) meriaeforme
Pyropteron (Synansphecia) meriaeforme is een vlinder uit de familie wespvlinders (Sesiidae), onderfamilie Sesiinae.
Pyropteron (Synansphecia) meriaeforme is voor het eerst wetenschappelijk beschreven door Boisduval in 1840. De soort komt voor in het Palearctisch gebied.